# Ondřej Synek
Ondřej Synek (Stará Boleslav, 13 de outubro de 1982) é um remador checo, medalhista olímpico e pentacampeão mundial.
Synek competiu nos Jogos Olímpicos de 2004, 2008, 2012 e 2016, onde conquistou a medalha de prata em 2008 e 2012 e a de bronze em 2016, sempre no skiff simples.